# Ensisheim
Ensisheim é uma comuna francesa na região administrativa de Grande Leste, no departamento Alto Reno. Estende-se por uma área de 36,69 km². Em 2010 a comuna tinha 7 592 habitantes (densidade: 206,9 hab./km²).